# Genomförandekommittén för den nya Polismyndigheten
Genomförandekommittén för den nya Polismyndigheten var en svensk statlig kommitté under justitiedepartementet, som verkade 2012–14 för att utforma den av Sveriges riksdag hösten 2014 beslutade Polismyndigheten.
Regeringen beslöt i december 2012 på förslag av justitieminister Beatrice Ask att utse den särskilde utredaren Thomas Rolén att leda arbetet med polisreformen, med uppgift att lämna förslag till organisation av den nya centrala Polismyndigheten och att tillsätta dess chefstjänstemän, med undantag av Rikspolischefen.
Thomas Rolén utsåg till sakkunniga i kommittén bland andra Carin Götblad, Mats Löfving, Inger Davidsson, Ulrika Herbst, Klas Friberg
Henrik Malmquist och Anders Hall.